# Villerest
Villerest este o comună în departamentul Loire din sud-estul Franței. În 2009 avea o populație de 4.427 de locuitori.

## Evoluția populației
| An        | 1975  | 1982  | 1990  | 1999  | 2006  | 2009  |
| --------- | ----- | ----- | ----- | ----- | ----- | ----- |
| Populație | 2.239 | 2.928 | 4.104 | 4.243 | 4.392 | 4.427 |